# Episodi di Annibale e Cannibale
La prima stagione della serie animata Annibale e Cannibale, composta da 13 episodi, è stata trasmessa negli Stati Uniti, in syndication, dal 2 gennaio al 27 marzo 1995.
In Italia è stata trasmessa dal 24 dicembre 1995 al 17 marzo 1996 su Rai 2.
| n° | Titolo originale                                     | Titolo italiano                     | Prima TV USA     | Prima TV Italia  |
| -- | ---------------------------------------------------- | ----------------------------------- | ---------------- | ---------------- |
| 1  | Weight For Me                                        |                                     | 2 gennaio 1995   | 24 dicembre 1995 |
| 1  | The Phantom Mask of the Dark Black Darkness of Black |                                     | 2 gennaio 1995   | 24 dicembre 1995 |
| 1  | A Fistful of Foodstamps                              |                                     | 2 gennaio 1995   | 24 dicembre 1995 |
| 2  | Ow, Hey!                                             |                                     | 9 gennaio 1995   | 31 dicembre 1995 |
| 2  | Darkness on the Edge of Black                        |                                     | 9 gennaio 1995   | 31 dicembre 1995 |
| 2  | For a Few Foodstamps More                            |                                     | 9 gennaio 1995   | 31 dicembre 1995 |
| 3  | Bugging Out!                                         | Tutti a dieta!                      | 16 gennaio 1995  | 7 gennaio 1996   |
| 3  | Night of Darkness                                    |                                     | 16 gennaio 1995  | 7 gennaio 1996   |
| 3  | The Good, the Bad, and the Wiggly                    |                                     | 16 gennaio 1995  | 7 gennaio 1996   |
| 4  | Poodle Panic                                         | Un tenero barboncino                | 23 gennaio 1995  | 14 gennaio 1996  |
| 4  | The Darkness, It is Dark                             | Memoria di ferro                    | 23 gennaio 1995  | 14 gennaio 1996  |
| 4  | Low Pants Drifter                                    | Sbandati dai calzoni                | 23 gennaio 1995  | 14 gennaio 1996  |
| 5  | Cabin Fever                                          |                                     | 30 gennaio 1995  | 21 gennaio 1996  |
| 5  | Return of the Night of Blacker Darkness              |                                     | 30 gennaio 1995  | 21 gennaio 1996  |
| 5  | Stale Rider                                          |                                     | 30 gennaio 1995  | 21 gennaio 1996  |
| 6  | Pain in the Brain                                    |                                     | 6 febbraio 1995  | 28 gennaio 1996  |
| 6  | Haunt of the Night in Blacker Darkness               |                                     | 6 febbraio 1995  | 28 gennaio 1996  |
| 6  | Loathsome Dove                                       |                                     | 6 febbraio 1995  | 28 gennaio 1996  |
| 7  | Step-Ladder to Heaven                                |                                     | 13 febbraio 1995 | 4 febbraio 1996  |
| 7  | Bride of Darkness                                    | L'invasione delle termiti           | 13 febbraio 1995 | 4 febbraio 1996  |
| 7  | The Magnificent Eleven                               |                                     | 13 febbraio 1995 | 4 febbraio 1996  |
| 8  | Kung-Fu Kitty                                        |                                     | 20 febbraio 1995 | 11 febbraio 1996 |
| 8  | Son of the Cursed Black of Darkness                  |                                     | 20 febbraio 1995 | 11 febbraio 1996 |
| 8  | Saddlesores, Sagebrush and Seaweed                   |                                     | 20 febbraio 1995 | 11 febbraio 1996 |
| 9  | I.Q. You, Too                                        | Come diventare un genio             | 27 febbraio 1995 | 18 febbraio 1996 |
| 9  | The Light of Darkness                                | Il convegno dei supereroi           | 27 febbraio 1995 | 18 febbraio 1996 |
| 9  | Slap-Happy Trails                                    | La ninna nanna del deserto          | 27 febbraio 1995 | 18 febbraio 1996 |
| 10 | Something's Fishy                                    | Presi all'amo                       | 6 marzo 1995     | 25 febbraio 1996 |
| 10 | Return of the Dark Mask of Phantom Blackness         |                                     | 6 marzo 1995     | 25 febbraio 1996 |
| 10 | My Spine Hurts                                       | Bottino ritrovato                   | 6 marzo 1995     | 25 febbraio 1996 |
| 11 | Night of the Living Shnookums                        |                                     | 13 marzo 1995    | 3 marzo 1996     |
| 11 | Dark of the Darker Darkness                          |                                     | 13 marzo 1995    | 3 marzo 1996     |
| 11 | The Vinyl Frontier                                   |                                     | 13 marzo 1995    | 3 marzo 1996     |
| 12 | Jingle Bells, Something Smells                       |                                     | 20 marzo 1995    | 10 marzo 1996    |
| 12 | Dark Quest for Darkness                              |                                     | 20 marzo 1995    | 10 marzo 1996    |
| 12 | Hey, Careful, That's My Cerebellum                   |                                     | 20 marzo 1995    | 10 marzo 1996    |
| 13 | What a Turkey!                                       | Che bel tacchino                    | 27 marzo 1995    | 17 marzo 1996    |
| 13 | Light, or Dark Meat?                                 | Una vacanza movimentata             | 27 marzo 1995    | 17 marzo 1996    |
| 13 | There Are Spiders All Over Me!                       | La rivincita di Tex Stella di Latta | 27 marzo 1995    | 17 marzo 1996    |